# Seven Femenino de España 2022 (Sevilla)
El Seven Femenino de España de 2022 fue el cuarto torneo de la Serie Mundial Femenina de Rugby 7 2021-22.
Se disputó entre el 28 y 30 de enero de 2022 en el Estadio de La Cartuja en Sevilla, España.

## Formato
Se dividieron en tres grupos de cuatro equipos, cada grupo se resolvió con el sistema de todos contra todos a una sola ronda; la victoria otorgó 3 puntos, el empate 2 y la derrota 1 punto.
Los dos equipos con más puntos en cada grupo avanzaron a cuartos de final de la Copa, sumado a los dos mejores segundos.

## Equipos participantes
| - Australia - Bélgica - Brasil - Canadá - España - Estados Unidos | - Francia - Inglaterra - Irlanda - Polonia - Portugal - Rusia |

## Fase de grupos
|  | Avanzan a cuartos de final. |

### Grupo A
| Pos | Países         | Partidos | Partidos | Partidos | Tantos | Tantos | Tantos | Pts |
| Pos | Países         | G        | E        | P        | PF     | PC     | DP     | Pts |
| --- | -------------- | -------- | -------- | -------- | ------ | ------ | ------ | --- |
| 1   | Estados Unidos | 3        | 0        | 0        | 90     | 17     | +73    | 9   |
| 2   | Inglaterra     | 2        | 0        | 1        | 89     | 36     | +53    | 7   |
| 3   | Canadá         | 1        | 0        | 2        | 64     | 54     | +10    | 5   |
| 4   | Portugal       | 0        | 0        | 3        | 7      | 143    | -136   | 3   |

| 28 de enero | Canadá | 12 - 33 | Inglaterra |  |  |

| 28 de enero | Estados Unidos | 52 - 0 | Portugal |  |  |

| 28 de enero | Canadá | 45 - 7 | Portugal |  |  |

| 28 de enero | Estados Unidos | 24 - 10 | Inglaterra |  |  |

| 29 de enero | Inglaterra | 46 - 0 | Portugal |  |  |

| 29 de enero | Estados Unidos | 14 - 7 | Canadá |  |  |

### Grupo B
| Pos | Países  | Partidos | Partidos | Partidos | Tantos | Tantos | Tantos | Pts |
| Pos | Países  | G        | E        | P        | PF     | PC     | DP     | Pts |
| --- | ------- | -------- | -------- | -------- | ------ | ------ | ------ | --- |
| 1   | Irlanda | 3        | 0        | 0        | 57     | 43     | +28    | 9   |
| 2   | Rusia   | 2        | 0        | 1        | 69     | 33     | +36    | 7   |
| 3   | Brasil  | 1        | 0        | 2        | 36     | 70     | –34    | 5   |
| 4   | Polonia | 0        | 0        | 3        | 30     | 60     | –30    | 3   |

| 28 de enero | Irlanda | 14 - 10 | Polonia |  |  |

| 28 de enero | Rusia | 26 - 7 | Brasil |  |  |

| 28 de enero | Irlanda | 29 - 12 | Brasil |  |  |

| 28 de enero | Rusia | 29 - 5 | Polonia |  |  |

| 29 de enero | Polonia | 15 - 17 | Brasil |  |  |

| 29 de enero | Rusia | 14 - 21 | Irlanda |  |  |

### Grupo C
| Pos | Países    | Partidos | Partidos | Partidos | Tantos | Tantos | Tantos | Pts |
| Pos | Países    | G        | E        | P        | PF     | PC     | DP     | Pts |
| --- | --------- | -------- | -------- | -------- | ------ | ------ | ------ | --- |
| 1   | Francia   | 3        | 0        | 0        | 100    | 10     | +90    | 9   |
| 2   | Australia | 2        | 0        | 1        | 74     | 19     | +55    | 7   |
| 3   | España    | 1        | 0        | 2        | 36     | 69     | –33    | 5   |
| 4   | Bélgica   | 0        | 0        | 3        | 0      | 112    | -112   | 3   |

| 28 de enero | Francia | 43 - 0 | España |  |  |

| 28 de enero | Australia | 38 - 0 | Bélgica |  |  |

| 28 de enero | Francia | 45 - 0 | Bélgica |  |  |

| 28 de enero | Australia | 26 - 7 | España |  |  |

| 29 de enero | España | 29 - 0 | Bélgica |  |  |

| 29 de enero | Australia | 10 - 12 | Francia |  |  |

## Fase final

### Definición 9° puesto
|  | Semifinal | Semifinal | Semifinal |        |         | 9° puesto  | 9° puesto  | 9° puesto  |  |
|  |           |           |           |        |         |            |            |            |  |
|  |           |           |           |        |         |            |            |            |  |
|  | Polonia   | Polonia   | 24        |        |         |            |            |            |  |
|  | Polonia   | Polonia   | 24        |        |         |            |            |            |  |
|  | Bélgica   | Bélgica   | 0         |        |         |            |            |            |  |
|  | Bélgica   | Bélgica   | 0         |        | Polonia | Polonia    | 5          |            |  |
|  |           |           |           |        | Polonia | Polonia    | 5          |            |  |
|  |           |           | Brasil    | Brasil | 17      |            |            |            |  |
|  | Brasil    | Brasil    | Brasil    | Brasil | 17      | 47         |            |            |  |
|  | Brasil    | Brasil    |           |        |         | 47         |            |            |  |
|  | Portugal  | Portugal  | 5         |        |         | 11° puesto | 11° puesto | 11° puesto |  |
|  | Portugal  | Portugal  | 5         |        |         | 11° puesto | 11° puesto | 11° puesto |  |
|  |           |           |           |        |         |            |            |            |  |
|  |           |           |           |        |         | Bélgica    | Bélgica    | 40         |  |
|  |           |           |           |        |         | Bélgica    | Bélgica    | 40         |  |
|  |           |           |           |        |         | Portugal   | Portugal   | 7          |  |
|  |           |           |           |        |         | Portugal   | Portugal   | 7          |  |
|  |           |           |           |        |         |            |            |            |  |

### Definición 5° puesto
|  | Semifinal | Semifinal | Semifinal |       |         | 5° puesto | 5° puesto | 5° puesto |  |
|  |           |           |           |       |         |           |           |           |  |
|  |           |           |           |       |         |           |           |           |  |
|  | Canadá    | Canadá    | 0         |       |         |           |           |           |  |
|  | Canadá    | Canadá    | 0         |       |         |           |           |           |  |
|  | Francia   | Francia   | 29        |       |         |           |           |           |  |
|  | Francia   | Francia   | 29        |       | Francia | Francia   | 26        |           |  |
|  |           |           |           |       | Francia | Francia   | 26        |           |  |
|  |           |           | Rusia     | Rusia | 10      |           |           |           |  |
|  | Rusia     | Rusia     | Rusia     | Rusia | 10      | 28        |           |           |  |
|  | Rusia     | Rusia     |           |       |         | 28        |           |           |  |
|  | España    | España    | 0         |       |         | 7° puesto | 7° puesto | 7° puesto |  |
|  | España    | España    | 0         |       |         | 7° puesto | 7° puesto | 7° puesto |  |
|  |           |           |           |       |         |           |           |           |  |
|  |           |           |           |       |         | Canadá    | Canadá    | 21        |  |
|  |           |           |           |       |         | Canadá    | Canadá    | 21        |  |
|  |           |           |           |       |         | España    | España    | 5         |  |
|  |           |           |           |       |         | España    | España    | 5         |  |
|  |           |           |           |       |         |           |           |           |  |

### Copa de oro
|  | Cuartos de final | Cuartos de final | Cuartos de final |                |           | Semifinales | Semifinales | Semifinales |            |              | Copa           | Copa           | Copa |  |
|  |                  |                  |                  |                |           |             |             |             |            |              |                |                |      |  |
|  |                  |                  |                  |                |           |             |             |             |            |              |                |                |      |  |
|  | Irlanda          | Irlanda          | 36               |                |           |             |             |             |            |              |                |                |      |  |
|  | Irlanda          | Irlanda          | 36               |                |           |             |             |             |            |              |                |                |      |  |
|  | Canadá           | Canadá           | 12               |                |           |             |             |             |            |              |                |                |      |  |
|  | Canadá           | Canadá           | 12               |                | Irlanda   | Irlanda     | 29          |             |            |              |                |                |      |  |
|  |                  |                  |                  |                | Irlanda   | Irlanda     | 29          |             |            |              |                |                |      |  |
|  |                  |                  | Inglaterra       | Inglaterra     | 0         |             |             |             |            |              |                |                |      |  |
|  | Francia          | Francia          | Inglaterra       | Inglaterra     | 0         | 12          |             |             |            |              |                |                |      |  |
|  | Francia          | Francia          |                  |                |           |             |             |             |            |              |                |                |      |  |
|  | Inglaterra       | Inglaterra       | 21               |                |           |             |             |             |            |              |                |                |      |  |
|  | Inglaterra       | Inglaterra       | 21               |                |           |             |             |             |            | Irlanda      | Irlanda        | 12             |      |  |
|  |                  |                  |                  |                |           |             |             |             |            | Irlanda      | Irlanda        | 12             |      |  |
|  |                  |                  | Australia        | Australia      | 17        |             |             |             |            |              |                |                |      |  |
|  | Rusia            | Rusia            | Australia        | Australia      | 17        | 0           |             |             |            |              |                |                |      |  |
|  | Rusia            | Rusia            |                  |                |           |             |             |             |            |              |                |                |      |  |
|  | Australia        | Australia        | 41               |                |           |             |             |             |            |              |                |                |      |  |
|  | Australia        | Australia        | 41               |                | Australia | Australia   | 21          |             |            | Tercer lugar | Tercer lugar   | Tercer lugar   |      |  |
|  |                  |                  |                  |                | Australia | Australia   | 21          |             |            | Tercer lugar | Tercer lugar   | Tercer lugar   |      |  |
|  |                  |                  | Estados Unidos   | Estados Unidos | 19        |             |             |             |            |              |                |                |      |  |
|  | Estados Unidos   | Estados Unidos   | Estados Unidos   | Estados Unidos | 19        | 15          |             |             | Inglaterra | Inglaterra   | 19             |                |      |  |
|  | Estados Unidos   | Estados Unidos   |                  |                |           |             |             |             | Inglaterra | Inglaterra   | 19             |                |      |  |
|  | España           | España           | 0                |                |           |             |             |             |            |              | Estados Unidos | Estados Unidos | 12   |  |
|  | España           | España           | 0                |                |           |             |             |             |            |              | Estados Unidos | Estados Unidos | 12   |  |
|  |                  |                  |                  |                |           |             |             |             |            |              |                |                |      |  |

| Bandera de Australia   |
| Campeón Australia      |
| 3º título del circuito |